# The Untouchables - Gli intoccabili
The Untouchables - Gli intoccabili (The Untouchables) è un film del 1987 diretto da Brian De Palma e scritto da David Mamet.
Il film è ispirato all'autobiografia dell'agente federale Eliot Ness, che aveva già dato vita alla serie televisiva Gli intoccabili, con Robert Stack.
Il cast annovera, Kevin Costner nel ruolo di Ness, Sean Connery nei panni del poliziotto irlandese Jimmy Malone, Andy García in quelli del giovane poliziotto italo-americano George Stone e Robert De Niro nel ruolo del boss Al Capone. Per la sua interpretazione, Connery vinse un Oscar come miglior attore non protagonista.

## Trama
Nella Chicago degli anni trenta, in pieno proibizionismo, la città è governata dal famigerato e spietato boss mafioso Al Capone, il cui commercio si basa principalmente sul contrabbando di alcool. L'agente del Tesoro Eliot Ness ottiene da parte del segretario del Tesoro Andrew Mellon, su indicazioni del presidente Herbert Hoover, l'incarico di combattere Al Capone organizzando una crociata contro il suo impero economico. Le prime indagini di Ness, una serie di irruzioni nei magazzini dove è nascosta la merce di contrabbando, portano alla scoperta di alcuni casi di corruzione all'interno del dipartimento di Polizia, a causa dei quali le retate di Ness falliscono.
Ness ottiene l'aiuto del saggio Jimmy Malone, incorruttibile poliziotto irlandese, il quale gli consiglia di trovare altri elementi per formare una vera e propria squadra speciale anti-crimine. I due si recano a osservare le esercitazioni di tiro al dipartimento di Polizia, e individuano un possibile candidato nel giovane italo-americano Giuseppe Petri, che ha cambiato il suo nome in George Stone. Il giovane agente, che dimostra un carattere fermo, una mira infallibile, un atteggiamento onesto e un approccio risoluto, riesce a convincerli e viene arruolato. Il quarto membro della squadra è invece Oscar Wallace, un contabile che viene assegnato a Ness da Washington e che tenta di dimostrare la disonestà di Al Capone studiando gli aspetti fiscali e tributari legati all'attività criminale del boss.
La prima azione condotta dalla squadra di Ness ha come obiettivo un ufficio postale dove, secondo una soffiata, sarebbe nascosto il liquore contrabbandato. Mentre Ness perquisisce il posto, Wallace lo informa di aver scoperto che Al Capone non paga le tasse dal 1926. Si tratta di un appiglio legale che potrebbe compromettere l'attività del boss e portarlo addirittura all'arresto. Al Capone, irritato, mette di guardia i suoi alleati durante una cena e uccide il suo scagnozzo che gestiva il magazzino sotto l'ufficio postale colpendolo violentemente con una mazza da baseball. Un aldermanno corrotto tenta di offrire denaro a Ness e ai suoi uomini per far loro abbandonare il caso, ma viene respinto con fermezza. La stessa sera, mentre Ness si reca a casa, incontra Frank Nitti, sicario e braccio destro di Al Capone, che lo minaccia costringendolo a trasferire fuori città la moglie incinta e la loro figlia, per tenerle al sicuro.
In un successivo raid sul confine canadese, Ness e la sua squadra uccidono diversi criminali, riescono a confiscare un grosso carico di whisky destinato a Al Capone e a catturare uno dei suoi contabili, George. I quattro lo conducono a Chicago e lo convincono a collaborare per svelare loro tutti i segreti della banda del boss. Questo fatto farà irritare ulteriormente Al Capone. Infatti, mentre Wallace scorta il prigioniero verso un'auto della polizia, viene sorpreso da Frank Nitti, travestito da agente, che lo uccide insieme al contabile all’interno dell’ascensore della caserma. Il fatto scoraggia Ness, che in preda al dolore e alla rabbia si presenta nell'hotel dove risiede Al Capone e incomincia a provocare il potente boss. I due si fronteggiano con toni accesi e la situazione rischia di degenerare in una sparatoria, ma Malone arriva nella hall e allontana Ness. Malone consiglia a Ness di continuare ad agire nonostante la pressione del procuratore generale che lo spinge a mollare il caso. Ben presto l'agente del Tesoro viene a conoscenza dell'identità del principale contabile di Al Capone, Walter Payne, grazie a Malone che ne scopre il nome picchiando l'ufficiale Mike Dorsett, un agente di polizia corrotto.
Quella notte, Nitti sorprende Malone sulla porta di casa grazie allo stratagemma di un suo scagnozzo, gli spara dal pianerottolo di fronte con un mitra e i due si danno alla fuga. Poco dopo Ness e Stone arrivano per prestare soccorso all'amico, ma troppo tardi: Malone è stato ferito gravemente e qualche istante dopo muore, non prima di aver rivelato ai compagni di aver scoperto che il contabile è in partenza da Chicago con un treno che parte a mezzanotte per Miami. Ness e Stone si recano immediatamente alla Union Station, dove attendono l'arrivo di Payne. Il contabile è scortato da numerosi gangster, e al termine di una feroce sparatoria sulla scalinata della stazione, Ness e Stone riescono a eliminare i criminali e portano via Payne con loro.
Il processo per evasione fiscale ha inizio e Payne testimonia in tribunale contro Al Capone, che corrompe la giuria, pagando una grossa mazzetta. Durante l'udienza, Ness si accorge che Nitti, seduto dietro Al Capone, porta una pistola sotto la giacca e avvisa i poliziotti, che lo conducono fuori dall'aula. Durante la perquisizione, Nitti risulta essere in possesso di una raccomandazione del sindaco di Chicago. Ness si accorge che sulla confezione di fiammiferi del gangster è annotato l'indirizzo di Malone e quindi si rende conto che è stato lui a uccidere l'amico quella notte. Nitti approfitta di un attimo di disattenzione dei presenti per tentare la fuga ai piani superiori, ma viene raggiunto e bloccato da Ness. All'ennesima provocazione verbale di Nitti, che lo canzona, sicuro di farla franca grazie alle sue amicizie potenti, Ness perde il controllo e spinge nel vuoto Nitti dal tetto del palazzo. Il gangster precipita sopra una delle auto parcheggiate nella strada sottostante, sfondandola e morendo sul colpo.
Scoperto, grazie a una nota nella tasca della giacca di Nitti, che i membri della giuria del processo contro Al Capone risultano essere stati corrotti, Ness ottiene dal giudice lo scambio della giuria con quelli di un processo di divorzio, che si sta svolgendo nell'aula accanto. L’avvocato di Al Capone, malgrado le vivaci proteste del proprio cliente, cambia la dichiarazione dell'imputato da "non colpevole" a "colpevole". Il processo si conclude e il boss viene riconosciuto colpevole di evasione fiscale e condannato a undici anni di prigione. Mentre viene portato via, Al Capone risponde a una provocazione di Ness con frasi rabbiose, divenute celebri:
Prima di lasciare l'incarico, Ness affida a Stone il medaglione di San Giuda appartenuto a Malone come regalo di addio. Mentre esce dalla stazione di polizia, Ness viene raggiunto da un giornalista che gli riferisce la probabile abolizione del proibizionismo e gli chiede che cosa farà in tal caso. Ness gli risponde: «Andrò a bere un bicchiere».

## Produzione

### Cast
Costner ottenne la parte per cui erano stati presi in considerazione anche Mickey Rourke, Harrison Ford, Mel Gibson e William Hurt. Per il ruolo di Al Capone, inizialmente si pensò a Bob Hoskins, ma il regista insistette per avere nella parte Robert De Niro. Per il ruolo di Sean Connery inizialmente era stato preso in considerazione James Stewart.

#### Personaggi reali
- Eliot Ness, agente federale e protagonista del film.
- Al Capone, soprannominato Scarface è il boss mafioso che la squadra capitanata da Eliot Ness cerca di incastrare.
- Frank Nitti è il braccio destro di Capone. Nel film viene ucciso da Ness poco prima della condanna del suo capo, mentre nella realtà assunse la guida dell'impero di Capone e morì suicida nel 1943.

#### Personaggi fittizi
- Jimmy Malone è un piedipiatti irlandese nella Chicago degli anni trenta, un poliziotto che ha trascorso l'esistenza come un sopravvissuto. Il suo cinismo è il riflesso di tutta la corruzione che ha visto. Amareggiato e disilluso dal dilagare della malavita a Chicago, Malone rivede la speranza in Eliot Ness.
- George Stone, vero nome Giuseppe Petri, è un poliziotto di origine italiana e tiratore scelto della polizia.
- Oscar Wallace è un contabile dall'aria ingenua che cerca di incastrare Capone per evasione fiscale. Viene ucciso da Frank Nitti.
- Mike Dorsett è il capitano della polizia corrotto.
- Catherine è la moglie di Ness e madre di sua figlia (nella realtà all'epoca dei fatti Ness non aveva nessuna figlia; adottò il suo unico figlio soltanto nel 1947).
- Walter Payne è il contabile di Capone. Dopo la morte di Jimmy Malone, la squadra di Ness riesce a rintracciarlo, salvandolo durante una sparatoria con gli uomini del boss e a convincerlo a testimoniare contro Capone.
- George è uno dei contabili di Capone che la squadra di Eliot Ness riesce a catturare oltre il confine. Decide di testimoniare contro il suo capo, ma viene ucciso insieme a Wallace da Frank Nitti.

### Riprese
Il film è stato girato a Chicago, Illinois; Hardin, Montana, nell’area sottostante le Great Falls.
La scena iniziale del barbiere con Al Capone è stata girata utilizzando delle suppellettili originali del barbiere di Al Capone.
La scena dell’uccisione di Malone causò alcuni problemi: le micro cariche messe addosso a Sean Connery per simulare i colpi di mitra gli fecero schizzare della polvere negli occhi, tanto che dovette rivolgersi a un oculista.

## Distribuzione
Il film, dopo l'anteprima a New York avvenuta il 2 giugno 1987, è uscito nelle sale cinematografiche statunitensi il giorno successivo. In Italia, invece, è uscito il 1° ottobre dello stesso anno.

### Edizione italiana
L'edizione italiana del film è stata curata dalla società United International Pictures; il doppiaggio, invece, venne eseguito presso la International Recording con le voci della C.D.C. e diretto da Giorgio Piazza, che ha curato anche l'adattamento dei dialoghi.

## Accoglienza

### Incassi
La pellicola ottenne un notevole successo al botteghino, incassando 106.240.936 di dollari.

### Critica
Su Rotten Tomatoes riceve l'83% di recensioni professionali positive, con un voto medio di 7.60 su 10, basato su 75 critiche. Su Metacritic riceve un voto medio di 79 su 100 basato su 16 recensioni, con giudizi "generalmente favorevoli".

### Nella cultura di massa
Celebre è divenuta la battuta di Al Capone rivolta a Ness «sei solo chiacchiere e distintivo», spesso utilizzata nel linguaggio comune per indicare chi si fregia di posizioni o competenze particolari senza poi riuscire a raggiungere in concreto alcun obiettivo.
Il film del 1992 Ci hai rotto papà diretto da Castellano e Pipolo omaggia questo film nel nome della banda dei ragazzini protagonisti, così chiamati poiché Gli Intoccabili è l'ultimo film proiettato nel cinema dove essi si ritrovano prima di chiudere. Nel film è chiaramente visibile una locandina del lungometraggio.

## Riconoscimenti
- 1988 - Premio Oscar
  - Miglior attore non protagonista a Sean Connery
  - Candidatura per la migliore scenografia a Patrizia von Brandenstein, William A. Elliott e Hal Gausman
  - Candidatura per i migliori costumi a Marilyn Vance
  - Candidatura per la miglior colonna sonora a Ennio Morricone
- 1988 - Golden Globe
  - Miglior attore non protagonista a Sean Connery
  - Candidatura per la miglior colonna sonora a Ennio Morricone
- 1988 - Premio BAFTA
  - Miglior colonna sonora a Ennio Morricone
  - Candidatura per il miglior attore non protagonista a Sean Connery
  - Candidatura per la migliore scenografia a William A. Elliott
  - Candidatura per i migliori costumi a Marilyn Vance
- 1988 - Premio César
  - Candidatura per il miglior film straniero a Brian De Palma
- 1988 - Kansas City Film Critics Circle Award
  - Miglior attore non protagonista a Sean Connery
- 1987 - National Board of Review Award
  - Migliori dieci film
  - Miglior attore non protagonista a Sean Connery
- 1988 - Awards of the Japanese Academy
  - Candidatura per il miglior film straniero
- 1988 - New York Film Critics Circle Award
  - Candidatura per il miglior attore non protagonista a Sean Connery
- 1988 - Writers Guild of America
  - Candidatura per il WGA Award a David Mamet
- 1988 - Grammy Award
  - Miglior colonna sonora a Ennio Morricone
- 1988 - Nastro d'argento
  - Miglior colonna sonora a Ennio Morricone
- 1988 - ASCAP Awards
  - Top Box Office Films a Ennio Morricone
- 1988 - American Society of Cinematographers
  - Candidatura per la migliore fotografia a Stephen H. Burum
- 1988 - Blue Ribbon Award
  - Miglior film straniero a Brian De Palma
- 1988 - London Critics Circle Film Award
  - Attore dell'anno a Sean Connery
- 1988 - National Society of Film Critics Award
  - Candidatura per il miglior attore non protagonista a Sean Connery

## Opere derivate
Nel 1989 la Ocean Software pubblicò il videogioco The Untouchables, ispirato a varie scene del film, per diverse piattaforme: gli home computer dell'epoca, il PC e il Nintendo Entertainment System (1991).